# Canthylidia ionola
Canthylidia ionola là một loài bướm đêm trong họ Noctuidae.